# Helmut Calgéer

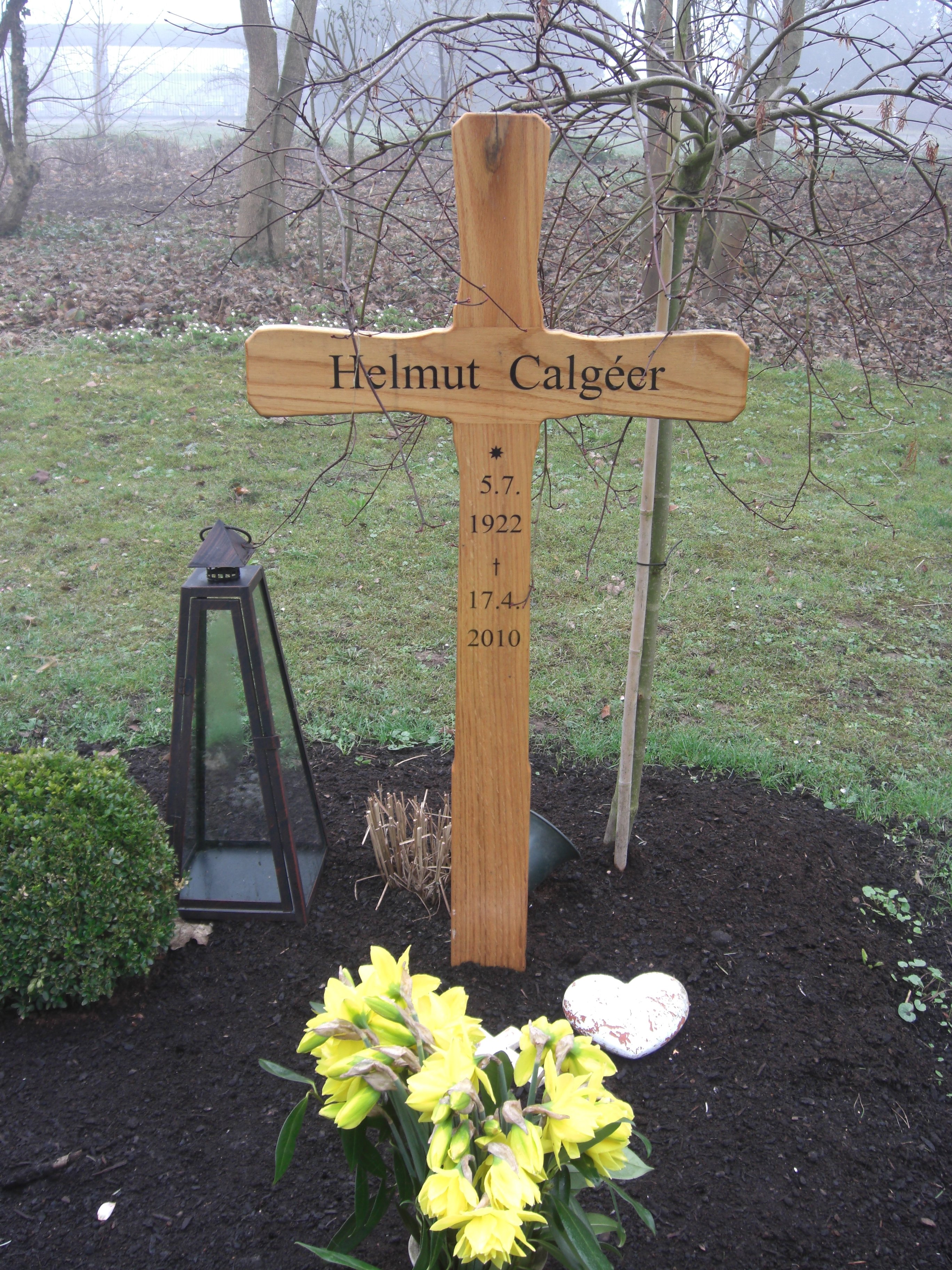
Grab von Helmut Calgéer, Tübingen, Bergfriedhof

Helmut Calgéer (* 5. Juli 1922 in Hindenburg in Oberschlesien; † 17. April 2010 in Tübingen) war ein deutscher Musiker, Musikpädagoge und Dirigent. 

## Leben und Wirken
Helmut Calgéer absolvierte eine Ausbildung an der Pädagogischen Hochschule in Weilburg, nachdem er im Zweiten Weltkrieg als Kampfflieger gedient hatte, und erhielt das Lehrerexamen. Im Anschluss daran studierte er Schulmusik in Trossingen und Germanistik in Tübingen. Im Jahr 1951 gründete er in Tübingen das Kulturreferat des Allgemeinen Studentenausschusses (AStA), das in den 1970er Jahren zur Gemeinschaftseinrichtung von Universität, Stadt und Museumsgesellschaft wurde und das Calgéer mehr als 50 Jahre lang leitete.
Calgéer kümmerte sich intensiv um die musikalische Förderung junger Menschen: Als Studienassessor in Horb am Neckar gründete er dort die Jugendmusikschule, im Rahmen des Musikvereins auch ein Salonorchester. 1955 wurde er Deutsch- und Musiklehrer am Tübinger Kepler-Gymnasium. Nach wenigen Jahren lernten zahlreiche der damals knapp 600 Schüler eines oder mehrere Instrumente. Es gab an der Schule parallel ein Sinfonie- und zwei Blas-Orchester neben anderen Ensembles.
Im gleichen Jahr gründete er innerhalb der Volkshochschule Tübingen das Jugendbildungswerk. Das galt als der entscheidende Anstoß für die Entstehung der Tübinger Musikschule. Über fünf Jahrzehnte war Calgéer ehrenamtlicher Leiter dieser Einrichtung, die erst seit 1976 offiziell Musikschule genannt wurde und 1978 in den Trägerverein Tübinger Musikschule e. V. umgewandelt wurde. 
1957 gründete er das Tübinger Kammerorchester mit der Absicht, freundschaftliche Beziehungen zu ausländischen Universitäten und Jugend-Organisationen zu knüpfen und diese im gegenseitigen Austausch zu pflegen und zu vertiefen. Calgéer galt als ein Brückenbauer zwischen Ländern und Kulturen. Vor allem wurde er ein Wegbereiter der deutsch-französischen Versöhnung, musikalischer Vermittler zwischen ehemals feindlich einander gegenüberstehenden Ländern. Er war eine der führenden Persönlichkeiten im kulturellen Austausch mit Tübingens Partnerstadt Aix-en-Provence.

## Verdienste
Er war Präsident des Landesmusikrates von Baden-Württemberg, den er mitbegründete und auch lange auf Bundesebene vertrat. Außerdem hatte er in 17 Kuratorien und Ausschüssen den Vorsitz und betreute zehn musikalische Landesensembles, für die er unzählige Tourneen organisierte: Darunter „sein“ Tübinger Kammerorchester, mit dem er als Leiter und Dirigent über Jahrzehnte durch über 90 Länder in 5 Kontinenten reiste. Er galt als herausragender Kultur-Botschafter Tübingens.

## Auszeichnungen
Für seine Verdienste um die Förderung der Jugendmusik und der jugendmusikalischen Ausbildung empfing Calgéer zahlreiche Ehrungen:
- Tübinger Bürgermedaille (1974)
- Bundesverdienstkreuz am Bande (1975)
- Bundesverdienstkreuz Erster Klasse (1982)
- Universitätsmedaille in Silber der Universität Tübingen (1992)
- Große Staufermedaille des Landes Baden-Württemberg in Gold (2005)
- Ehrenbürger von Tübingen (2007)

Er fand seine letzte Ruhestätte auf dem Tübinger Bergfriedhof. Tübingens Oberbürgermeister Boris Palmer meinte in seinem Nachruf, dass Helmut Calgéer Tübingens Kulturleben über 50 Jahre geprägt habe wie kaum eine andere Persönlichkeit. Die Tübinger Musikschule bleibe, laut Palmer, sein großes zu pflegendes Vermächtnis.